# Tour de France 2006

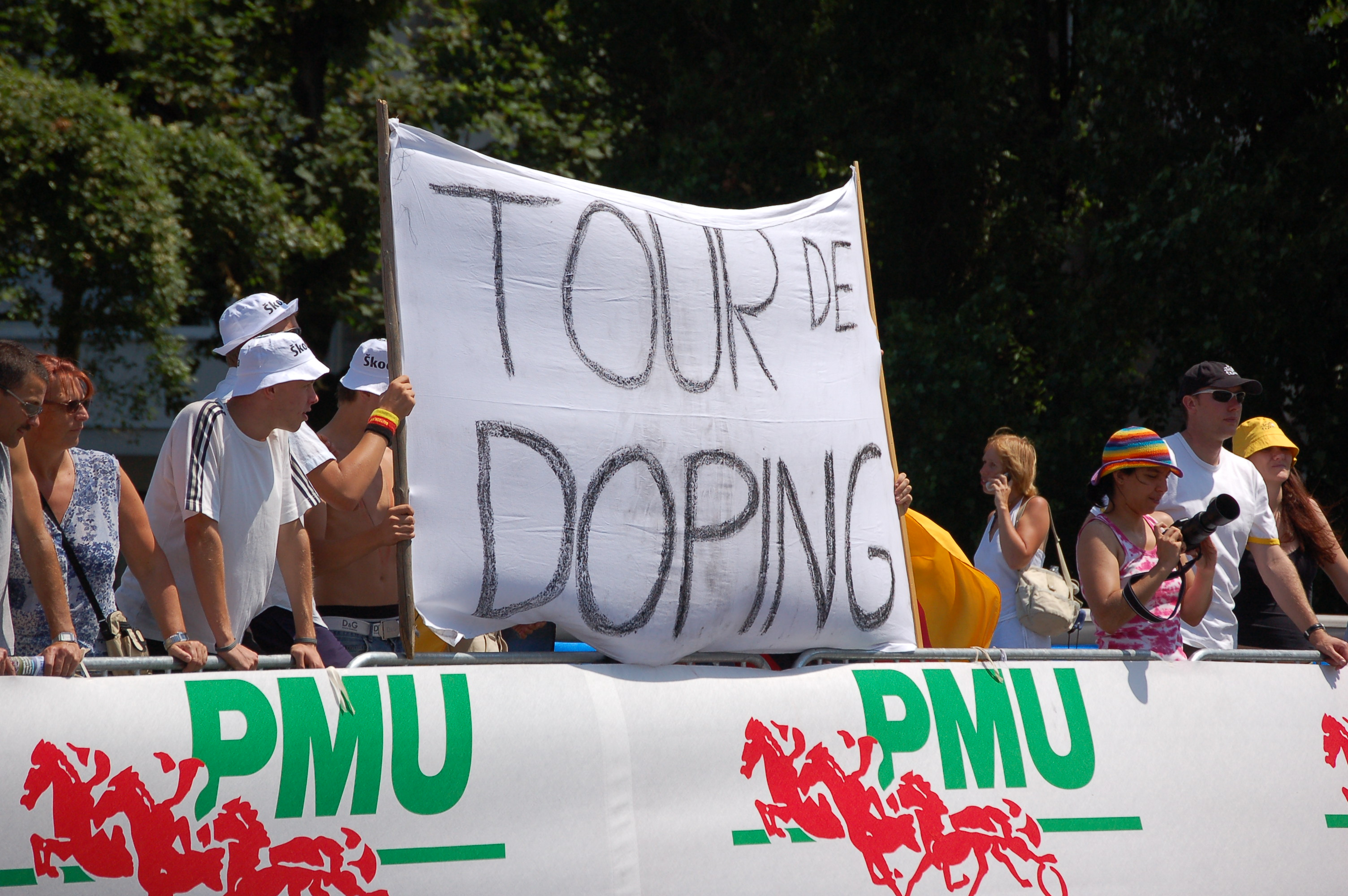
Le contestazioni dei tifosi

Il Tour de France 2006, novantatreesima edizione della corsa, si svolse in 20 tappe precedute da un cronoprologo iniziale dal 1º al 23 luglio 2006 e affrontò un percorso totale di 3 657,1 km.
Sul traguardo finale di Parigi, dopo diversi cambi di primato durante le tre settimane di corsa, risultò vincitore lo statunitense Floyd Landis, il quale fu però poi trovato positivo al testosterone a un controllo antidoping. La controversia burocratico-giudiziaria che ne scaturì portò infine (nel giro di un anno e mezzo) alla squalifica di Landis, inclusiva di revoca delle vittorie di tappa. Il secondo classificato, lo spagnolo Óscar Pereiro, nel gennaio 2007 venne a sua volta trovato positivo a una sostanza dopante, ma l'UCI gli fornì un permesso retroattivo per motivi di salute, riscontrando che l'avesse utilizzata per curare l'asma. Oltre un anno dopo la fine del Tour 2006, proprio Pereiro fu dunque dichiarato ufficialmente vincitore della corsa, in quella che rimarrà la sua unica vittoria alla Grande Boucle.
Si trattò della nona edizione della corsa vinta da un ciclista spagnolo, esattamente undici anni dopo l'ultima affermazione con Miguel Indurain. Al secondo posto in classifica (terzo prima della squalifica di Landis) si inserì il tedesco Andreas Klöden, già secondo al Tour 2004. Klöden fu preceduto di soli 32 secondi da Pereiro: tale distacco, all'epoca, risultò il secondo minore di sempre tra il vincitore e l'immediato inseguitore nella storia del Tour, più alto solo degli 8 secondi che divisero Greg LeMond e Laurent Fignon al termine del Tour 1989. Al terzo posto in classifica (quarto prima della squalifica di Landis) si piazzò l'altro spagnolo Carlos Sastre, per la prima volta sul podio al Tour.
Quattro furono i corridori ad aggiudicarsi il maggior numero di frazioni (due ciascuno) sulle ventuno previste: Thor Hushovd, Robbie McEwen, Óscar Freire e Serhij Hončar. Per contro il vincitore della classifica generale, Pereiro, non si aggiudicò alcuna frazione. Lo stesso Pereiro, dopo la squalifica di Landis, fu retroattivamente il ciclista che condusse per più tappe (otto) la classifica generale.

## Tappe
| Tappa  | Data      | Percorso                                            | km      | Vincitore di tappa         | Leader cl. generale        |
| ------ | --------- | --------------------------------------------------- | ------- | -------------------------- | -------------------------- |
| Prol.  | 1º luglio | Strasburgo > Strasburgo (cron. individuale)         | 7,1     | Thor Hushovd               | Thor Hushovd               |
| 1ª     | 2 luglio  | Strasburgo > Strasburgo                             | 184,5   | Jimmy Casper               | George Hincapie            |
| 2ª     | 3 luglio  | Obernai > Esch-sur-Alzette (LUX)                    | 228,5   | Robbie McEwen              | Thor Hushovd               |
| 3ª     | 4 luglio  | Esch-sur-Alzette (LUX) > Valkenburg (NLD)           | 216,5   | Matthias Kessler           | Tom Boonen                 |
| 4ª     | 5 luglio  | Huy (BEL) > San Quintino                            | 207     | Robbie McEwen              | Tom Boonen                 |
| 5ª     | 6 luglio  | Beauvais > Caen                                     | 225     | Óscar Freire               | Tom Boonen                 |
| 6ª     | 7 luglio  | Lisieux > Vitré                                     | 189     | Robbie McEwen              | Tom Boonen                 |
| 7ª     | 8 luglio  | Saint-Grégoire > Rennes (cron. individuale)         | 52      | Serhij Hončar              | Serhij Hončar              |
| 8ª     | 9 luglio  | Saint-Méen-le-Grand > Lorient                       | 181     | Sylvain Calzati            | Serhij Hončar              |
|        | 10 luglio | giorno di riposo                                    |         |                            |                            |
| 9ª     | 11 luglio | Bordeaux > Dax                                      | 181     | Óscar Freire               | Serhij Hončar              |
| 10ª    | 12 luglio | Cambo-les-Bains > Pau                               | 190,5   | Juan Miguel Mercado        | Cyril Dessel               |
| 11ª    | 13 luglio | Tarbes > Val d'Aran-Pla-de-Beret (ESP)              | 206,5   | Denis Men'šov              | Floyd Landis Cyril Dessel  |
| 12ª    | 14 luglio | Luchon > Carcassonne                                | 211,5   | Jaroslav Popovyč           | Floyd Landis Cyril Dessel  |
| 13ª    | 15 luglio | Béziers > Montélimar                                | 230     | Jens Voigt                 | Óscar Pereiro              |
| 14ª    | 16 luglio | Montélimar > Gap                                    | 180,5   | Pierrick Fédrigo           | Óscar Pereiro              |
|        | 17 luglio | giorno di riposo                                    |         |                            |                            |
| 15ª    | 18 luglio | Gap > Alpe d'Huez                                   | 187     | Fränk Schleck              | Floyd Landis Óscar Pereiro |
| 16ª    | 19 luglio | Bourg-d'Oisans > La Toussuire                       | 182     | Michael Rasmussen          | Óscar Pereiro              |
| 17ª    | 20 luglio | Saint-Jean-de-Maurienne > Morzine                   | 200,5   | Floyd Landis Carlos Sastre | Óscar Pereiro              |
| 18ª    | 21 luglio | Morzine > Mâcon                                     | 197     | Matteo Tosatto             | Óscar Pereiro              |
| 19ª    | 22 luglio | Le Creusot > Montceau-les-Mines (cron. individuale) | 57      | Serhij Hončar              | Floyd Landis Óscar Pereiro |
| 20ª    | 23 luglio | Antony-Parc de Sceaux > Parigi Champs-Élysées       | 152     | Thor Hushovd               | Floyd Landis Óscar Pereiro |
| Totale | Totale    | Totale                                              | 3 657,1 |                            |                            |

## Squadre e corridori partecipanti
Vi presero parte 20 squadre. I corridori iscritti erano 180: i partecipanti effettivi furono però 176, perché quattro (Ivan Basso, Jan Ullrich, Oscar Sevilla, Francisco Mancebo) furono bloccati immediatamente prima del via, e non poterono essere sostituiti. Dei corridori effettivamente partecipanti, 139 arrivarono al traguardo finale di Parigi: dopo l'esclusione successiva di Floyd Landis, ora ne sono classificati 138. Le squadre partecipanti erano 6 francesi, 3 italiane, 3 spagnole, 2 belghe, 2 tedesche, 1 olandese, 1 svizzera, 1 danese, 1 statunitense. 
| N.    | Cod. | Squadra                        |
| ----- | ---- | ------------------------------ |
| 1-9   | DSC  | Discovery Channel              |
| 11-19 | CSC  | Team CSC                       |
| 21-29 | TMO  | T-Mobile Team                  |
| 31-39 | A2R  | AG2R Prévoyance                |
| 41-49 | GST  | Gerolsteiner                   |
| 51-59 | RAB  | Rabobank                       |
| 61-69 | DVL  | Davitamon-Lotto                |
| 71-79 | PHO  | Phonak Hearing Systems         |
| 81-89 | LAM  | Lampre-Fondital                |
| 91-99 | CEI  | Caisse d'Epargne-Illes Balears |

| N.      | Cod. | Squadra                          |
| ------- | ---- | -------------------------------- |
| 101-109 | QSI  | Quick Step-Innergetic            |
| 111-119 | C.A  | Crédit Agricole                  |
| 121-129 | EUS  | Euskaltel-Euskadi                |
| 131-139 | COF  | Cofidis, le Crédit par Téléphone |
| 141-149 | SDV  | Saunier Duval-Prodir             |
| 151-159 | FDJ  | Française des Jeux               |
| 161-169 | LIQ  | Liquigas                         |
| 171-179 | BTL  | Bouygues Télécom                 |
| 181-189 | MRM  | Team Milram                      |
| 191-199 | AGR  | Agritubel                        |

## Resoconto degli eventi
Alla vigilia, a seguito dello scandalo doping spagnolo, l'Operación Puerto, nato intorno ad intercettazioni telefoniche, vennero esclusi dalla corsa due dei favoriti, Ivan Basso del Team CSC e Jan Ullrich della T-Mobile. Altri ciclisti esclusi furono Francisco Mancebo dell'AG2R Prévoyance, Óscar Sevilla della T-Mobile e cinque atleti dell'Astana-Würth, ex Liberty Seguros, ovvero Sérgio Paulinho, Isidro Nozal, Allan Davis, Alberto Contador e Joseba Beloki. Come diretta conseguenza l'Astana-Würth non poté prendere il via per mancanza del numero sufficiente di atleti, solo quattro tra cui un altro dei favoriti, Aleksandr Vinokurov.

## Dettagli delle tappe

### Prologo

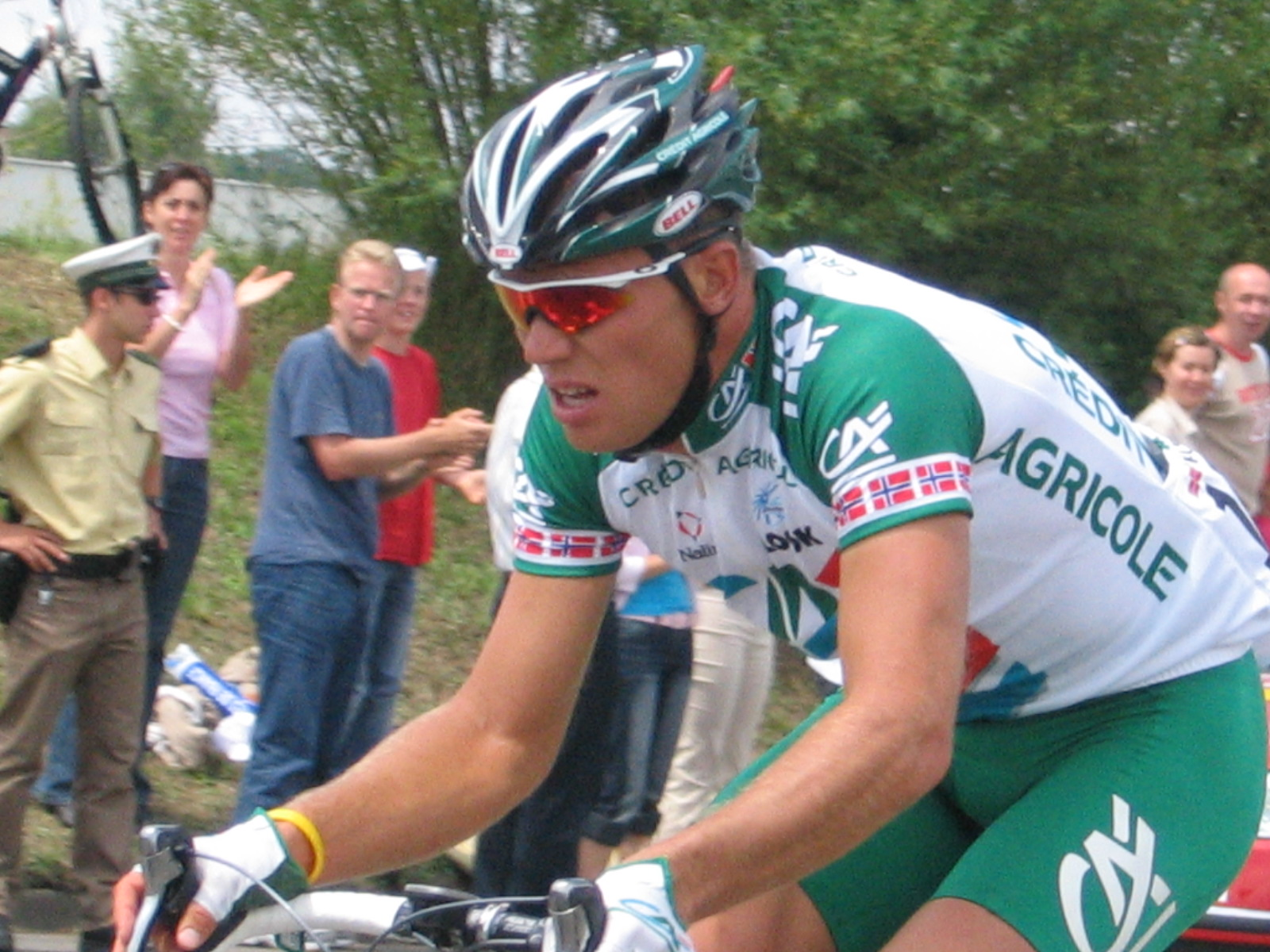
Il norvegese Thor Hushovd in azione

- 1º luglio: Strasburgo > Strasburgo – Cronometro individuale – 7,1 km

Risultati
| Pos. | Corridore       | Squadra         | Tempo   |
| ---- | --------------- | --------------- | ------- |
| 1    | Thor Hushovd    | Crédit Agricole | 8'17"   |
| 2    | George Hincapie | Discovery Ch.   | a 0"73  |
| 3    | David Zabriskie | Team CSC        | a 4"122 |

| Pos. | Corridore       | Squadra         | Tempo |
| ---- | --------------- | --------------- | ----- |
| 1    | Thor Hushovd    | Crédit Agricole | 8'17" |
| 2    | George Hincapie | Discovery Ch.   | s.t.  |
| 3    | David Zabriskie | Team CSC        | a 4"  |

Descrizione e riassunto
Il Tour parte da Strasburgo con un classico cronoprologo che viene vinto dal norvegese Thor Hushovd, in genere ottimo velocista. Tra i ciclisti che partono con ambizioni di classifica, vanno molto forte lo statunitense George Hincapie (beffato dal vincitore per circa sette decimi di secondo) e lo spagnolo Alejandro Valverde; abbastanza guardinghi tutti gli altri, a cominciare dall'esordiente (in terra francese) Damiano Cunego.

### 1ª tappa
- 2 luglio: Strasburgo > Strasburgo – 184,5 km

Risultati
| Pos. | Corridore     | Squadra     | Tempo    |
| ---- | ------------- | ----------- | -------- |
| 1    | Jimmy Casper  | Cofidis     | 4h10'00" |
| 2    | Robbie McEwen | Davitamon   | s.t.     |
| 3    | Erik Zabel    | Team Milram | s.t.     |

| Pos. | Corridore       | Squadra         | Tempo    |
| ---- | --------------- | --------------- | -------- |
| 1    | George Hincapie | Discovery Ch.   | 4h18'15" |
| 2    | Thor Hushovd    | Crédit Agricole | a 2"     |
| 3    | David Zabriskie | Team CSC        | a 6"     |

Descrizione e riassunto
Una volata decide la seconda tappa: a 6 km dall'arrivo la fuga di sette uomini viene ripresa, a meno 500 parte la volata, Tom Boonen si trova al vento e Jimmy Casper precede tutti, da Robbie McEwen a Erik Zabel da Daniele Bennati a Luca Paolini. La maglia gialla, grazie agli abbuoni dei traguardi volanti, va a George Hincapie.

### 2ª tappa

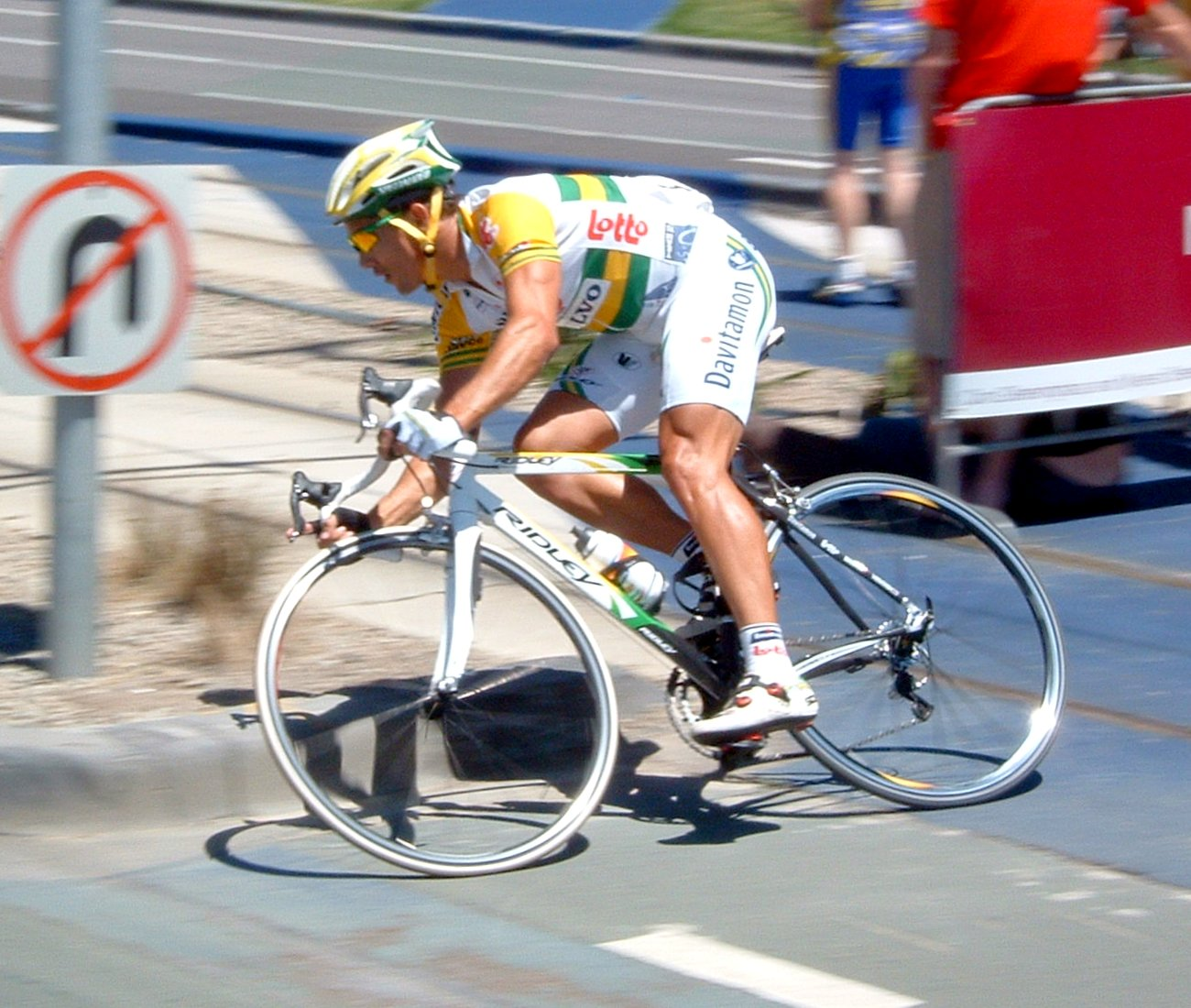
L'australiano Robbie McEwen

- 3 luglio: Obernai > Esch-sur-Alzette (Lussemburgo) – 228,5 km

Risultati
| Pos. | Corridore     | Squadra         | Tempo    |
| ---- | ------------- | --------------- | -------- |
| 1    | Robbie McEwen | Davitamon       | 5h36'14" |
| 2    | Tom Boonen    | Quick Step      | s.t.     |
| 3    | Thor Hushovd  | Crédit Agricole | s.t.     |

| Pos. | Corridore     | Squadra         | Tempo    |
| ---- | ------------- | --------------- | -------- |
| 1    | Thor Hushovd  | Crédit Agricole | 9h54'19" |
| 2    | Tom Boonen    | Quick Step      | a 5"     |
| 3    | Robbie McEwen | Davitamon       | a 8"     |

Descrizione e riassunto
Tappa caratterizzata dalla fuga di spagnoli, Aitor Hernández e David de la Fuente. Nel finale Matthias Kessler prova un attacco da finisseur ma viene ripreso dal gruppo all'ultimo chilometro. Robbie McEwen vince in volata. La maglia torna a Thor Hushovd.

### 3ª tappa
- 4 luglio: Esch-sur-Alzette (Lussemburgo) > Valkenburg (Paesi Bassi) – 216,5 km

Risultati
| Pos. | Corridore        | Squadra       | Tempo    |
| ---- | ---------------- | ------------- | -------- |
| 1    | Matthias Kessler | T-Mobile Team | 4h57'54" |
| 2    | Michael Rogers   | T-Mobile Team | a 5"     |
| 3    | Daniele Bennati  | Lampre        | s.t.     |

| Pos. | Corridore       | Squadra       | Tempo     |
| ---- | --------------- | ------------- | --------- |
| 1    | Tom Boonen      | Quick Step    | 14h52'23" |
| 2    | Michael Rogers  | T-Mobile Team | a 1"      |
| 3    | George Hincapie | Discovery Ch. | a 5"      |

Descrizione e riassunto
Vince Matthias Kessler, che aveva tentato il colpaccio già il giorno precedente, ma era stato ripreso a 200 metri dall'arrivo. In questa tappa dà invece la stoccata vincente sul Cauberg, asperità che precede di due km il traguardo. Quest'ultimo strappo viene aggredito a gran velocità dal gruppo, che viene però bruciato dallo scatto di Kessler, che se ne va al traguardo. La maglia gialla va Tom Boonen.

### 4ª tappa
- 5 luglio: Huy (Belgio) > San Quintino – 207 km

Risultati
| Pos. | Corridore     | Squadra      | Tempo    |
| ---- | ------------- | ------------ | -------- |
| 1    | Robbie McEwen | Davitamon    | 4h59'50" |
| 2    | Isaac Gálvez  | C. d'Epargne | s.t.     |
| 3    | Óscar Freire  | Rabobank     | s.t.     |

| Pos. | Corridore       | Squadra       | Tempo     |
| ---- | --------------- | ------------- | --------- |
| 1    | Tom Boonen      | Quick Step    | 19h52'13" |
| 2    | Michael Rogers  | T-Mobile Team | a 1"      |
| 3    | George Hincapie | Discovery Ch. | a 5"      |

Descrizione e riassunto
Frazione senza grandi emozioni, vinta in maniera relativamente facile da Robbie McEwen in volata. In precedenza c'era stato un tentativo di fuga di cinque atleti (Christophe Mengin, Egoi Martínez, Laurent Lefèvre, Bradley Wiggins e Cedric Coutouly). neutralizzato dal gruppo a 2 km dall'arrivo.

### 5ª tappa
- 6 luglio: Beauvais > Caen – 225 km

Risultati
| Pos. | Corridore    | Squadra    | Tempo    |
| ---- | ------------ | ---------- | -------- |
| 1    | Óscar Freire | Rabobank   | 5h18'50" |
| 2    | Tom Boonen   | Quick Step | s.t.     |
| 3    | Iñaki Isasi  | Euskaltel  | s.t.     |

| Pos. | Corridore      | Squadra       | Tempo     |
| ---- | -------------- | ------------- | --------- |
| 1    | Tom Boonen     | Quick Step    | 25h10'52" |
| 2    | Michael Rogers | T-Mobile Team | a 13"     |
| 3    | Óscar Freire   | Rabobank      | a 17"     |

Descrizione e riassunto
Ancora una volata di gruppo, vinta stavolta in maniera autorevole dallo spagnolo Oscar Freire. Molto generosi i due fuggitivi di giornata, Samuel Dumoulin e Björn Schröder, che collaborano tra di loro dando il massimo venendo però riacciuffati dal grosso del plotone a 3 km dalla meta.

### 6ª tappa
- 7 luglio: Lisieux > Vitré – 189 km

Risultati
| Pos. | Corridore       | Squadra    | Tempo    |
| ---- | --------------- | ---------- | -------- |
| 1    | Robbie McEwen   | Davitamon  | 4h10'17" |
| 2    | Daniele Bennati | Lampre     | s.t.     |
| 3    | Tom Boonen      | Quick Step | s.t.     |

| Pos. | Corridore      | Squadra       | Tempo     |
| ---- | -------------- | ------------- | --------- |
| 1    | Tom Boonen     | Quick Step    | 29h21'00" |
| 2    | Robbie McEwen  | Davitamon     | a 12"     |
| 3    | Michael Rogers | T-Mobile Team | a 21"     |

Descrizione e riassunto
Grazie ad un gregario del calibro di Gert Steegmans, l'australiano Robbie McEwen si aggiudica l'ennesima volata di gruppo, portando a tre le sue vittorie in questo Giro di Francia.

### 7ª tappa

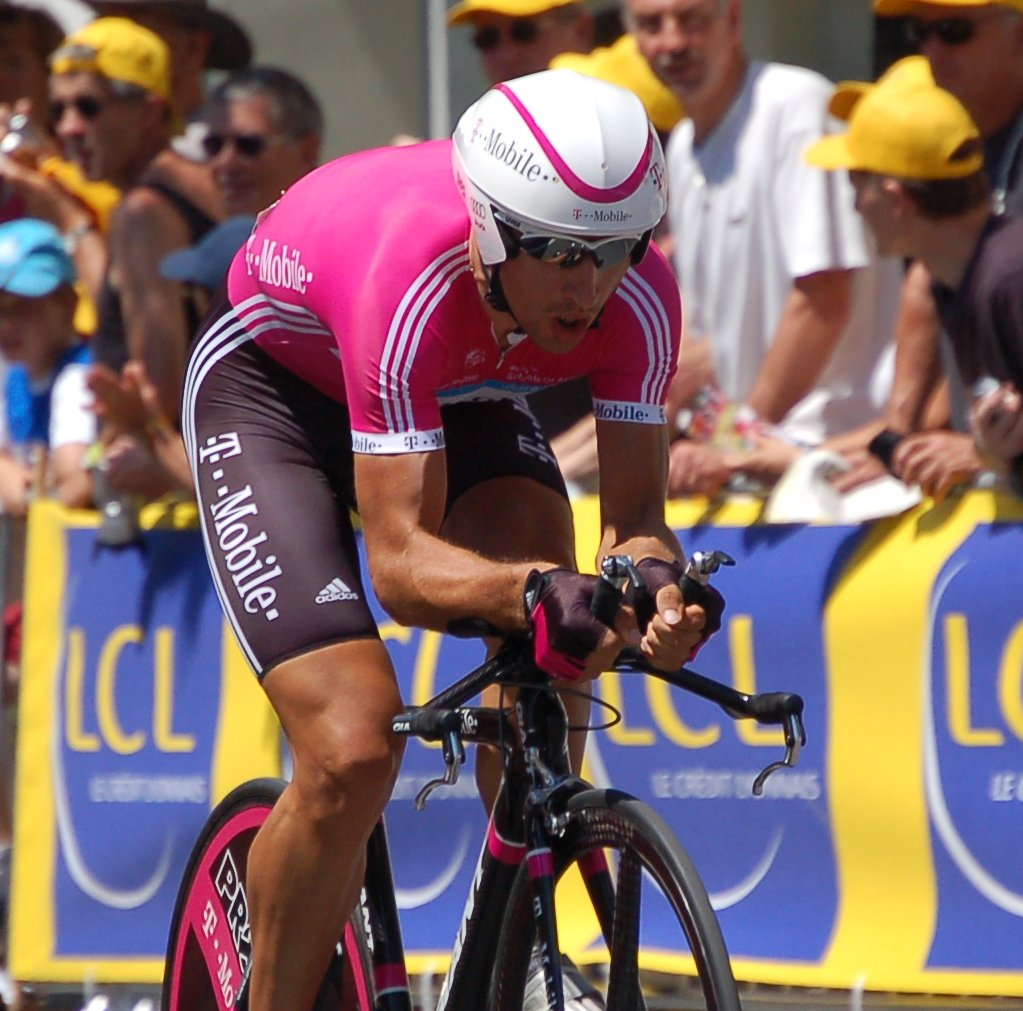
Serhij Hončar

- 8 luglio: Saint-Grégoire > Rennes – Cronometro individuale – 52 km

Risultati
| Pos. | Corridore      | Squadra       | Tempo    |
| ---- | -------------- | ------------- | -------- |
| 1    | Serhij Hončar  | T-Mobile Team | 1h01'43" |
| SQ   | Floyd Landis   | Phonak        | a 1'01"  |
| 2    | Sebastian Lang | Gerolsteiner  | a 1'04"  |

| Pos. | Corridore      | Squadra       | Tempo     |
| ---- | -------------- | ------------- | --------- |
| 1    | Serhij Hončar  | T-Mobile Team | 30h23'20" |
| SQ   | Floyd Landis   | Phonak        | a 1'00"   |
| 2    | Michael Rogers | T-Mobile Team | a 1'08"   |

Descrizione e riassunto
La prima cronometro lunga del Tour viene vinta nettamente dal trentaseienne ucraino Serhij Hončar, che conquista anche la maglia gialla. In prospettiva vittoria finale tuttavia il maggior balzo in avanti viene compiuto dallo statunitense Floyd Landis, 2º al traguardo, che distanzia di tanti secondi i suoi diretti rivali per la classifica. Tra i "promossi" della tappa odierna Sebastian Lang (3°) e Markus Fothen (7°), mentre vanno molto male gli statunitensi Levi Leipheimer e George Hincapie e gli italiani Gilberto Simoni e Damiano Cunego.

### 8ª tappa
- 9 luglio: Saint-Méen-le-Grand > Lorient – 181 km

Risultati
| Pos. | Corridore       | Squadra         | Tempo    |
| ---- | --------------- | --------------- | -------- |
| 1    | Sylvain Calzati | AG2R Prév.      | 4h13'18" |
| 2    | Kjell Carlström | Liquigas        | a 2'05"  |
| 3    | Patrice Halgand | Crédit Agricole | s.t.     |

| Pos. | Corridore      | Squadra       | Tempo     |
| ---- | -------------- | ------------- | --------- |
| 1    | Serhij Hončar  | T-Mobile Team | 34h38'53" |
| SQ   | Floyd Landis   | Phonak        | a 1'00"   |
| 2    | Michael Rogers | T-Mobile Team | a 1'08"   |

Descrizione e riassunto
Per la prima volta in questo Tour de France va in porto una fuga: è il transalpino Sylvain Calzati a giungere per primo al traguardo, mentre gli altri due contrattaccanti si devono consolare con i gradini più bassi del podio. Il gruppo, capitanato da McEwen, giunge ad oltre due minuti.

### 9ª tappa
- 11 luglio: Bordeaux > Dax – 169,5 km

Risultati
| Pos. | Corridore     | Squadra     | Tempo    |
| ---- | ------------- | ----------- | -------- |
| 1    | Óscar Freire  | Rabobank    | 3h35'24" |
| 2    | Robbie McEwen | Davitamon   | s.t.     |
| 3    | Erik Zabel    | Team Milram | s.t.     |

| Pos. | Corridore      | Squadra       | Tempo     |
| ---- | -------------- | ------------- | --------- |
| 1    | Serhij Hončar  | T-Mobile Team | 38h14'17" |
| SQ   | Floyd Landis   | Phonak        | a 1'00"   |
| 2    | Michael Rogers | T-Mobile Team | a 1'08"   |

Descrizione e riassunto
Nello sprint finale Oscar Freire concede il bis e vince la sua seconda tappa al Tour, la terza della sua carriera. Migliore degli italiani Cristian Moreni 5°: Luca Paolini giunge infatti 8° mentre Daniele Bennati non partecipa alla volata.

### 10ª tappa
- 12 luglio: Cambo-les-Bains > Pau – 190,5 km

Risultati
| Pos. | Corridore           | Squadra    | Tempo    |
| ---- | ------------------- | ---------- | -------- |
| 1    | Juan Miguel Mercado | Agritubel  | 4h49'10" |
| 2    | Cyril Dessel        | AG2R Prév. | s.t.     |
| 3    | Iñigo Landaluze     | Euskaltel  | a 56"    |

| Pos. | Corridore           | Squadra       | Tempo     |
| ---- | ------------------- | ------------- | --------- |
| 1    | Cyril Dessel        | AG2R Prév.    | 43h07'05" |
| 2    | Juan Miguel Mercado | Agritubel     | a 2'34"   |
| 3    | Serhij Hončar       | T-Mobile Team | a 3'45"   |

Descrizione e riassunto
Con una fuga da lontano lo spagnolo Juan Miguel Mercado dell'Agritubel vince la prima tappa pirenaica del Tour. Il francese Cyril Dessel, anch'egli in fuga, va a vestire la maglia gialla.

### 11ª tappa

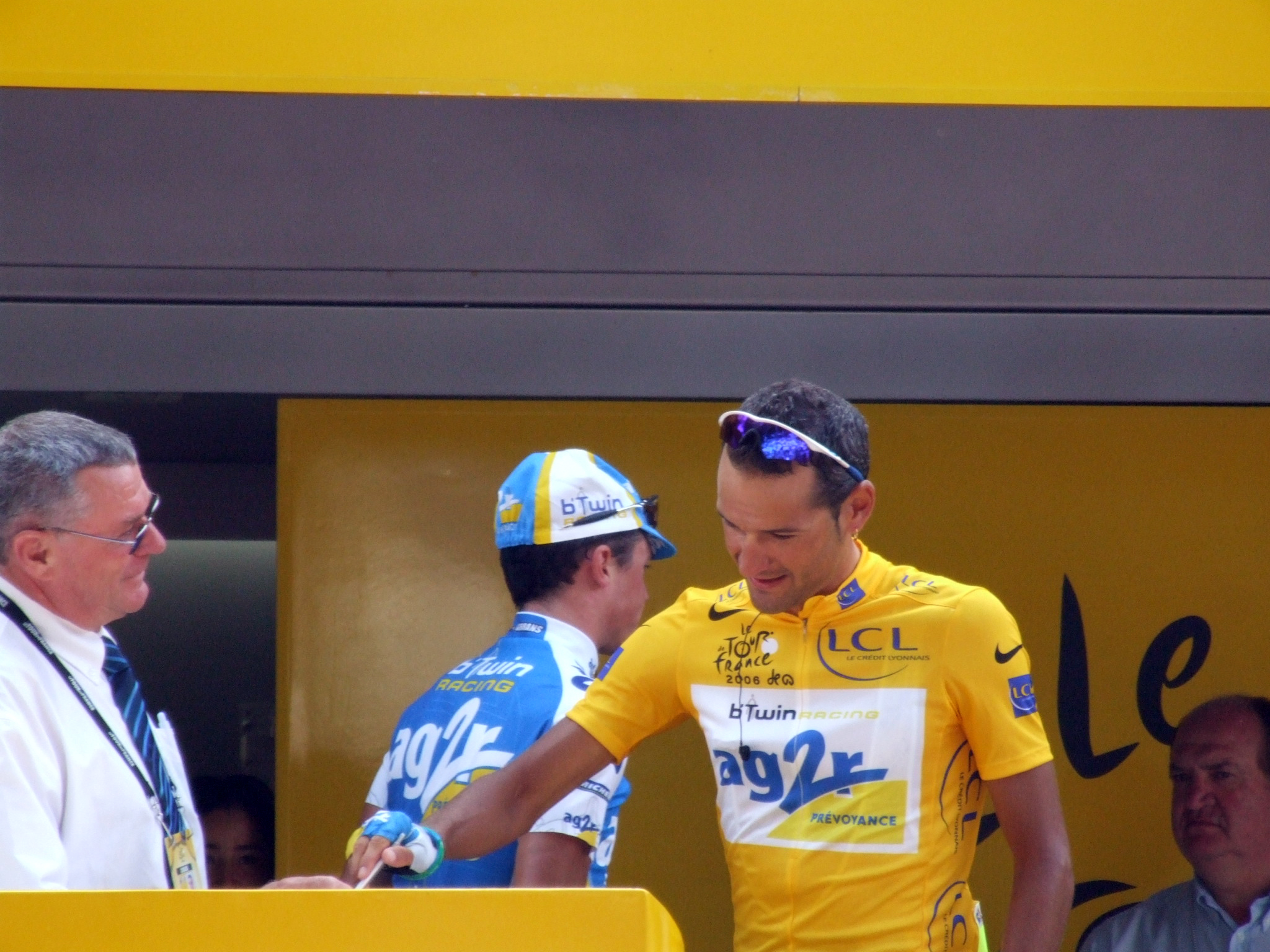
Il francese Cyril Dessel in maglia gialla alla firma

- 13 luglio: Tarbes > Val d'Aran-Pla-de-Beret (Spagna) – 206,5 km

Risultati
| Pos. | Corridore       | Squadra      | Tempo    |
| ---- | --------------- | ------------ | -------- |
| 1    | Denis Men'šov   | Rabobank     | 6h06'25" |
| SQ   | Levi Leipheimer | Gerolsteiner | s.t.     |
| SQ   | Floyd Landis    | Phonak       | s.t.     |

| Pos. | Corridore     | Squadra    | Tempo     |
| ---- | ------------- | ---------- | --------- |
| SQ   | Floyd Landis  | Phonak     | 49h18'07" |
| 1    | Cyril Dessel  | AG2R Prév. | 49h18'15" |
| 2    | Denis Men'šov | Rabobank   | a 53"     |

Descrizione e riassunto
È il russo Denis Men'šov ad accendere il Tour nel tappone pirenaico, vincendo allo sprint davanti a allo statunitense Levi Leipheimer della Gerolsteiner. La maglia gialla va allo statunitense Floyd Landis della Phonak.

### 12ª tappa
- 14 luglio: Luchon > Carcassonne – 211,5 km

Risultati
| Pos. | Corridore         | Squadra       | Tempo    |
| ---- | ----------------- | ------------- | -------- |
| 1    | Jaroslav Popovyč  | Discovery Ch. | 4h34'58" |
| 2    | Alessandro Ballan | Lampre        | a 27"    |
| 3    | Óscar Freire      | Rabobank      | a 29"    |

| Pos. | Corridore     | Squadra    | Tempo     |
| ---- | ------------- | ---------- | --------- |
| SQ   | Floyd Landis  | Phonak     | 53h57'30" |
| 1    | Cyril Dessel  | AG2R Prév. | 53h57'38" |
| 2    | Denis Men'šov | Rabobank   | a 53"     |

Descrizione e riassunto
Yaroslav Popovych, ucraino della Discovery Channel vince dopo aver staccato a tre chilometri dal traguardo i compagni di fuga, l'italiano Alessandro Ballan e lo spagnolo Óscar Freire. In giallo resta lo statunitense Floyd Landis della Phonak.

### 13ª tappa
- 15 luglio: Béziers > Montélimar – 230 km

Risultati
| Pos. | Corridore        | Squadra      | Tempo    |
| ---- | ---------------- | ------------ | -------- |
| 1    | Jens Voigt       | Team CSC     | 5h24'36" |
| 2    | Óscar Pereiro    | C. d'Epargne | s.t.     |
| 3    | Sylvain Chavanel | Cofidis      | a 40"    |

| Pos. | Corridore     | Squadra      | Tempo     |
| ---- | ------------- | ------------ | --------- |
| 1    | Óscar Pereiro | C. d'Epargne | 59h50'34" |
| SQ   | Floyd Landis  | Phonak       | a 1'29"   |
| 2    | Cyril Dessel  | AG2R Prév.   | a 1'37"   |

Descrizione e riassunto
Dopo una lunga fuga a cinque Jens Voigt, tedesco della CSC, batte allo sprint lo spagnolo Óscar Pereiro, che però sfila la maglia gialla a Floyd Landis. Il gruppo arriva a 29'57" dal vincitore di tappa: prima della tappa Pereiro si trovava a ben 28' da Landis, che inaspettatamente non ha fatto tirare la squadra permettendo allo spagnolo di recuperare l'abissale svantaggio.

### 14ª tappa
- 16 luglio: Montélimar > Gap – 180,5 km

Risultati
| Pos. | Corridore             | Squadra       | Tempo    |
| ---- | --------------------- | ------------- | -------- |
| 1    | Pierrick Fédrigo      | Bouygues Tél. | 4h14'23" |
| 2    | Salvatore Commesso    | Lampre        | s.t.     |
| 3    | Christian Vande Velde | Team CSC      | a 3"     |

| Pos. | Corridore     | Squadra      | Tempo     |
| ---- | ------------- | ------------ | --------- |
| 1    | Óscar Pereiro | C. d'Epargne | 64h05'04" |
| SQ   | Floyd Landis  | Phonak       | a 1'29"   |
| 2    | Cyril Dessel  | AG2R Prév.   | a 1'37"   |

Descrizione e riassunto
È il francese Pierrick Fédrigo della Bouygues Télécom ad aggiudicarsi questa tappa, battendo in uno sprint a due il napoletano Salvatore Commesso della Lampre-Fondital dopo una fuga a sei.

### 15ª tappa
- 18 luglio: Gap > Alpe d'Huez – 187 km

Risultati
| Pos. | Corridore        | Squadra  | Tempo    |
| ---- | ---------------- | -------- | -------- |
| 1    | Fränk Schleck    | Team CSC | 4h52'22" |
| 2    | Damiano Cunego   | Lampre   | a 11"    |
| 3    | Stefano Garzelli | Liquigas | a 1'10"  |

| Pos. | Corridore     | Squadra      | Tempo     |
| ---- | ------------- | ------------ | --------- |
| SQ   | Floyd Landis  | Phonak       | 69h00'05" |
| 1    | Óscar Pereiro | C. d'Epargne | 69h00'15" |
| 2    | Cyril Dessel  | AG2R Prév.   | a 1'52"   |

Descrizione e riassunto
È il lussemburghese Fränk Schleck a "spianare" l'Alpe d'Huez e ad aggiudicarsi la vittoria nella tappa. Damiano Cunego della Lampre-Fondital va in fuga intorno al 30° chilometro. Landis riprende la maglia gialla.

### 16ª tappa
- 19 luglio: Bourg-d'Oisans > La Toussuire – 182 km

Risultati
| Pos. | Corridore         | Squadra      | Tempo    |
| ---- | ----------------- | ------------ | -------- |
| 1    | Michael Rasmussen | Rabobank     | 5h36'04" |
| 2    | Carlos Sastre     | Team CSC     | a 1'41"  |
| 3    | Óscar Pereiro     | C. d'Epargne | a 1'54"  |

| Pos. | Corridore      | Squadra       | Tempo     |
| ---- | -------------- | ------------- | --------- |
| 1    | Óscar Pereiro  | C. d'Epargne  | 74h38'05" |
| 2    | Carlos Sastre  | Team CSC      | a 1'50"   |
| 3    | Andreas Klöden | T-Mobile Team | a 2'29"   |

Descrizione e riassunto
Con un attacco da lontano va in fuga solitaria per 176 chilometri e si aggiudica il tappone alpino. È Michael Rasmussen della Rabobank. Il leader della classifica generale, Floyd Landis, va invece in crisi (perde quasi 9 minuti) e si vede sfilare la maglia gialla, che torna sulle spalle di Óscar Pereiro.

### 17ª tappa
- 20 luglio: Saint-Jean-de-Maurienne > Morzine – 200,5 km

Risultati
| Pos. | Corridore         | Squadra    | Tempo    |
| ---- | ----------------- | ---------- | -------- |
| SQ   | Floyd Landis      | Phonak     | 5h23'36" |
| 1    | Carlos Sastre     | Team CSC   | 5h29'18" |
| 2    | Christophe Moreau | AG2R Prév. | a 16"    |

| Pos. | Corridore     | Squadra      | Tempo     |
| ---- | ------------- | ------------ | --------- |
| 1    | Óscar Pereiro | C. d'Epargne | 80h08'49" |
| 2    | Carlos Sastre | Team CSC     | a 12"     |
| SQ   | Floyd Landis  | Phonak       | a 30"     |

Descrizione e riassunto
Dopo la crisi nera del giorno precedente, Floyd Landis fa faville e si impone in quest'ultima tappa alpina. Attacca da solo dopo appena 60 chilometri sul Col de Saisies. Poi si riporta su una fuga di una decina di corridori che erano partiti attorno al 10° chilometro. Va poi via da solo, imprendibile per tutti. Taglia per primo il traguardo e recupera 7'38" sul leader Óscar Pereiro, da cui adesso è separato da soli 30".

### 18ª tappa
- 21 luglio: Morzine > Mâcon – 197 km

Risultati
| Pos. | Corridore       | Squadra      | Tempo    |
| ---- | --------------- | ------------ | -------- |
| 1    | Matteo Tosatto  | Quick Step   | 4h16'15" |
| 2    | Cristian Moreni | Cofidis      | s.t.     |
| 3    | Ronny Scholz    | Gerolsteiner | a 2"     |

| Pos. | Corridore     | Squadra      | Tempo     |
| ---- | ------------- | ------------ | --------- |
| 1    | Óscar Pereiro | C. d'Epargne | 84h33'04" |
| 2    | Carlos Sastre | Team CSC     | a 12"     |
| SQ   | Floyd Landis  | Phonak       | a 30"     |

Descrizione e riassunto
È Matteo Tosatto della Quick Step a vincere in volata questa tappa, primo italiano a salire sul gradino più alto del podio in questo Tour 2006. In giallo resta Óscar Pereiro, seguito a 12" da Carlos Sastre e a 30" da Landis.

### 19ª tappa
- 22 luglio: Le Creusot > Montceau-les-Mines – cronometro individuale – 57 km

Risultati
| Pos. | Corridore      | Squadra       | Tempo    |
| ---- | -------------- | ------------- | -------- |
| 1    | Serhij Hončar  | T-Mobile Team | 1h07'45" |
| 2    | Andreas Klöden | T-Mobile Team | a 41"    |
| SQ   | Floyd Landis   | Phonak        | a 1'11"  |

| Pos. | Corridore      | Squadra       | Tempo     |
| ---- | -------------- | ------------- | --------- |
| SQ   | Floyd Landis   | Phonak        | 85h42'30" |
| 1    | Óscar Pereiro  | C. d'Epargne  | 85h43'29" |
| 2    | Andreas Klöden | T-Mobile Team | a 30"     |

Descrizione e riassunto
La cronometro viene vinta da Serhij Hončar, seguito al secondo posto da Andreas Klöden, entrambi della T-Mobile. Landis è terzo ma riconquista la maglia gialla. Oscar Pereiro è adesso secondo nella classifica generale con 59" di distacco.

### 20ª tappa
- 16 luglio: Antony-Parc de Sceaux > Parigi Champs-Élysées – 152 km

Risultati
| Pos. | Corridore     | Squadra         | Tempo    |
| ---- | ------------- | --------------- | -------- |
| 1    | Thor Hushovd  | Crédit Agricole | 3h56'52" |
| 2    | Robbie McEwen | Davitamon       | s.t.     |
| 3    | Erik Zabel    | Team Milram     | s.t.     |

| Pos. | Corridore      | Squadra       | Tempo     |
| ---- | -------------- | ------------- | --------- |
| SQ   | Floyd Landis   | Phonak        | 89h39'30" |
| 1    | Óscar Pereiro  | C. d'Epargne  | 89h40'27" |
| 2    | Andreas Klöden | T-Mobile Team | a 30"     |

Descrizione e riassunto
La tappa va al norvegese Thor Hushovd della Crédit Agricole, che rimonta in volata l'australiano Robbie McEwen della Davitamon-Lotto. Il Tour 2006 va a Landis (89h39'30"). Poco tempo dopo l'americano risulta positivo a un controllo antidoping (che era stato effettuato dopo la grande cavalcata nella 17ª tappa). Il Tour gli viene tolto. Oltre un anno dopo la vittoria sarà ufficialmente assegnata al secondo classificato, Oscar Pereiro.

## Evoluzione delle classifiche
| Tappa              | Vincitore                  | Classifica generale Maglia gialla | Classifica a punti Maglia verde | Classifica scalatori Maglia a pois | Classifica giovani Maglia bianca | Classifica a squadre Numero giallo |
| ------------------ | -------------------------- | --------------------------------- | ------------------------------- | ---------------------------------- | -------------------------------- | ---------------------------------- |
| 1ª                 | Thor Hushovd               | Thor Hushovd                      | Thor Hushovd                    | non assegnata                      | Joost Posthuma                   | Discovery Channel                  |
| 2ª                 | Jimmy Casper               | George Hincapie                   | Jimmy Casper                    | Fabian Wegmann                     | Benoît Vaugrenard                | Discovery Channel                  |
| 3ª                 | Robbie McEwen              | Thor Hushovd                      | Robbie McEwen                   | David de la Fuente                 | Benoît Vaugrenard                | Discovery Channel                  |
| 4ª                 | Matthias Kessler           | Tom Boonen                        | Tom Boonen                      | Jérôme Pineau                      | Markus Fothen                    | Discovery Channel                  |
| 5ª                 | Robbie McEwen              | Tom Boonen                        | Robbie McEwen                   | Jérôme Pineau                      | Markus Fothen                    | Discovery Channel                  |
| 6ª                 | Óscar Freire               | Tom Boonen                        | Robbie McEwen                   | Jérôme Pineau                      | Markus Fothen                    | Discovery Channel                  |
| 7ª                 | Serhij Hončar              | Tom Boonen                        | Robbie McEwen                   | Jérôme Pineau                      | Benoît Vaugrenard                | Discovery Channel                  |
| 8ª                 | Sylvain Calzati            | Serhij Hončar                     | Robbie McEwen                   | Jérôme Pineau                      | Markus Fothen                    | T-Mobile Team                      |
| 9ª                 | Óscar Freire               | Serhij Hončar                     | Robbie McEwen                   | Jérôme Pineau                      | Markus Fothen                    | T-Mobile Team                      |
| 10ª                | Juan Miguel Mercado        | Cyril Dessel                      | Robbie McEwen                   | Cyril Dessel                       | Markus Fothen                    | AG2R Prévoyance                    |
| 11ª                | Denis Men'šov              | Floyd Landis Cyril Dessel         | Robbie McEwen                   | David de la Fuente                 | Markus Fothen                    | T-Mobile Team                      |
| 12ª                | Jaroslav Popovyč           | Floyd Landis Cyril Dessel         | Robbie McEwen                   | David de la Fuente                 | Markus Fothen                    | T-Mobile Team                      |
| 13ª                | Jens Voigt                 | Óscar Pereiro                     | Robbie McEwen                   | David de la Fuente                 | Markus Fothen                    | Team CSC                           |
| 14ª                | Pierrick Fédrigo           | Óscar Pereiro                     | Robbie McEwen                   | David de la Fuente                 | Markus Fothen                    | Team CSC                           |
| 15ª                | Fränk Schleck              | Floyd Landis Óscar Pereiro        | Robbie McEwen                   | David de la Fuente                 | Markus Fothen                    | Team CSC                           |
| 16ª                | Michael Rasmussen          | Óscar Pereiro                     | Robbie McEwen                   | Michael Rasmussen                  | Markus Fothen                    | Team CSC                           |
| 17ª                | Floyd Landis Carlos Sastre | Óscar Pereiro                     | Robbie McEwen                   | Michael Rasmussen                  | Damiano Cunego                   | T-Mobile Team                      |
| 18ª                | Matteo Tosatto             | Óscar Pereiro                     | Robbie McEwen                   | Michael Rasmussen                  | Damiano Cunego                   | T-Mobile Team                      |
| 19ª                | Serhij Hončar              | Floyd Landis Óscar Pereiro        | Robbie McEwen                   | Michael Rasmussen                  | Damiano Cunego                   | T-Mobile Team                      |
| 20ª                | Thor Hushovd               | Floyd Landis Óscar Pereiro        | Robbie McEwen                   | Michael Rasmussen                  | Damiano Cunego                   | T-Mobile Team                      |
| Classifiche finali | Classifiche finali         | Floyd Landis Óscar Pereiro        | Robbie McEwen                   | Michael Rasmussen                  | Damiano Cunego                   | T-Mobile Team                      |

## Classifiche finali

### Classifica generale - Maglia gialla
| Pos. | Corridore         | Squadra       | Tempo     |
| ---- | ----------------- | ------------- | --------- |
| SQ   | Floyd Landis      | Phonak        | 89h39'30" |
| 1    | Óscar Pereiro     | C. d'Epargne  | 89h40'27" |
| 2    | Andreas Klöden    | T-Mobile Team | a 32"     |
| 3    | Carlos Sastre     | Team CSC      | a 2'16"   |
| 4    | Cadel Evans       | Davitamon     | a 4'11"   |
| 5    | Denis Men'šov     | Rabobank      | a 6'09"   |
| 6    | Cyril Dessel      | AG2R Prév.    | a 7'44"   |
| 7    | Christophe Moreau | AG2R Prév.    | a 8'40"   |
| 8    | Haimar Zubeldia   | Euskaltel     | a 11'08"  |
| 9    | Michael Rogers    | T-Mobile Team | a 14'10"  |
| 10   | Fränk Schleck     | Team CSC      | a 16'49"  |

### Classifica a punti - Maglia verde
| Pos. | Corridore      | Squadra         | Punti |
| ---- | -------------- | --------------- | ----- |
| 1    | Robbie McEwen  | Davitamon       | 288   |
| 2    | Erik Zabel     | T-Mobile        | 199   |
| 3    | Thor Hushovd   | Crédit Agricole | 195   |
| 4    | Bernhard Eisel | F. des Jeux     | 176   |
| 5    | Luca Paolini   | Liquigas        | 174   |

### Classifica scalatori - Maglia a pois
| Pos. | Corridore          | Squadra       | Punti |
| ---- | ------------------ | ------------- | ----- |
| 1    | Michael Rasmussen  | Rabobank      | 166   |
| 2    | David de la Fuente | Saunier Duval | 113   |
| 3    | Carlos Sastre      | Team CSC      | 99    |
| 4    | Fränk Schleck      | Team CSC      | 96    |
| 5    | Michael Boogerd    | Rabobank      | 93    |

### Classifica giovani - Maglia bianca
| Pos. | Corridore          | Squadra       | Tempo      |
| ---- | ------------------ | ------------- | ---------- |
| 1    | Damiano Cunego     | Lampre        | 89h58'49"  |
| 2    | Markus Fothen      | Gerolsteiner  | a 38"      |
| 3    | Matthieu Sprick    | Bouygues Tél. | a 1h29'12" |
| 4    | David de la Fuente | Saunier Duval | a 1h36'00" |
| 5    | Moisés Dueñas      | Agritubel     | a 1h48'40" |

### Classifica a squadre - Numero giallo
| Pos. | Squadra                        | Tempo      |
| ---- | ------------------------------ | ---------- |
| 1    | T-Mobile Team                  | 269h08'46" |
| 2    | Team CSC                       | a 17'04"   |
| 3    | Rabobank                       | a 23'26"   |
| 4    | AG2R Prévoyance                | a 33'19"   |
| 5    | Caisse d'Epargne-Illes Balears | a 56'53"   |